# أدريسين
الأدريسين‏ (Mucosal vascular addressin cell adhesion molecule 1) هوَ بروتين يُشَفر بواسطة جين Addressin في الإنسان.